# Energiespar-Contracting
Energiespar-Contracting (ESC) wird auch Energie-Einspar-Contracting genannt (englisch Energy Performance Contracting (EPC) oder Energy Savings Performance Contract (ESPC); französisch Contrat der Performance Energétique (CPE)). Energiespar-Contracting wird von einem Energiedienstleistungs-Unternehmen, dem Contractor bzw. der ESCO (Energy Service Company), angeboten. Kunden sind Besitzer von Gebäuden und Infrastruktur in der Privatwirtschaft, der Industrie oder im öffentlichen Sektor.
Es ist ein marktwirtschaftliches Geschäftsmodell, das Energieeffizienz und Kosteneinsparungen zum Ziel hat, ohne dass dafür öffentliche Subventionen notwendig sind. Eine ESCO bietet eine garantierte Reduzierung der Energieverbrauchskosten. Dies wird durch den Einbau von geeigneten Effizienz-, Sanierungs- oder Modernisierungsmaßnahmen und flankierende Dienstleistungen ermöglicht. Die Investitionen werden durch die Kostenreduzierung amortisiert bzw. finanziert.
Vergleiche mit der herkömmlichen Umsetzung in Eigenregie (sog. Eigenlösung) zeigen, dass das Energiespar-Contracting in der Lage ist, die Einsparpotentiale im Gebäudebestand wirtschaftlicher und mit einer deutlich höheren Sicherheit für die Gebäudeeigentümer zu erschließen.

## Geschäftsmodell
(Quelle:)
In den 1980er-Jahren wurde das Geschäftsmodell in den USA im Industrie- und Gebäudesektor eingeführt, in Europa etwa seit den 1990er Jahren. ESC steigert die Energieeffizienz von Gebäuden und industriellen Prozessen, ohne dass der Eigentümer eigene Kapazitäten bereitstellen und eigene Investitionsmittel aufwenden muss. ESC ist ein marktwirtschaftliches Geschäftsmodell, das dem Kunden eine Garantie auf die zugesicherten Einsparungen bei Energie, Strom und Wasser bietet.
Dank ESC werden die Energiekosten für den Kunden besser planbar und Risiken werden reduziert. Für den Energiedienstleister (ESCO, Energy Service Company) ergeben sich planbare Kundenbeziehungen und regelmäßige Finanzflüsse. Finanziert werden die Maßnahmen über die über einen vertraglich vereinbarten Zeitraum eingesparten Energiekosten. Zur Anwendung kommt Energiespar-Contracting auch außerhalb des Gebäude- und Industriebereichs, etwa bei der Straßenbeleuchtung.
Zusätzlich zu den gängigen Leistungen der Planung und Installation gehören im Energiespar-Contracting je nach Vertragsmodell die Finanzierung, die Erhebung der Energie-Baseline, Wartung und die Überwachung des Betriebs, die Schulung des Betriebspersonals auf Kundenseite sowie die Messung und Verifizierung der erzielten Einsparungen dazu. Grazer Energieagentur (2009): Umfassende Gebäudesanierung durch Energie-Einspar-Contracting. Ein Leitfaden für Gebäudeeigentümer und Contractoren.
ESCO und Kunde vereinbaren die Details zur erwarteten Energieeinsparung, zur Vertragsdauer, zur Finanzierung und zu den Dienstleistungen der ESCO in einem Vertrag. Während der Vertragsdauer werden die Investitionen über die gesparten Energiekosten finanziert. Liegt die Einsparungen über dem vereinbarten Minimalbetrag, können sich ESCO und Kunde die gesparten Kosten aufteilen (Bonus). So hat die ESCO ein wirtschaftliches Eigeninteresse, möglichst hohe Einsparungen zu erzielen. Wird der Minimalbetrag nicht erreicht, bezahlt die ESCO bei garantierter Einsparung den Fehlbetrag an den Kunden zurück. Nach Ablauf des Vertrags profitiert der Kunde von den gesamten eingesparten Energiekosten.
Im Projekt FinSESco.eu wird die Kombination aus Energieeinsparcontracting und Crowdinvesting untersucht. Dazu zeigt sich, dass folgende Voraussetzungen für dieses Geschäftsmodell nötig sind:
- Die Plattform darf durch Beratung und Tools helfen, Projekte zu generieren.
- Die erlaubte Laufzeit muss hoch genug sein um auch weniger rentable Projekte umsetzen zu können.
- Die Investoren müssen spontan ohne große Hürden Kleinbeträge investieren dürfen.
- Man benötigt keine Banklizenz, sondern es reicht eine notarielle Begleitung.
- Künftige Energiepreise sind in einem Korridor bekannt.
- Beispiele für erfolgreiche Projekte können ohne Datenschutzprobleme veröffentlicht und auch genutzt werden, um neue Projekte mit höherer Sicherheit aufsetzen zu können.

## Finanzierung
Im Zentrum des ESC stehen Effizienzmaßnahmen und entsprechende Dienstleistungen der ESCO. Energiespar-Contracting ist aber auch ein Finanzierungsinstrument.
Es gibt verschiedene Finanzierungs- bzw. Vertragsmodelle. Geläufig ist etwa das Guaranteed Savings Modell, bei welchem der Kunde selbst das Projekt finanziert, jedoch von der ESCO eine Einspargarantie erhält. Die Überlegung dabei ist, dass die ESCO neben der Garantie nicht auch noch das Finanzierungsrisiko übernehmen kann. Zum anderen ist es das Shared Savings Modell bekannt, bei welchem üblicherweise die ESCO das Projekt finanziert, jedoch keine explizite Einspargarantie abgibt. Trotzdem übernimmt sie auch hier Risiken, die sonst der Kunde trägt. Die Einsparungen teilen sich ESCO und Kunde gemäß ihrem Anteil an der Finanzierung.
Eine neuere Form der Finanzierung ist die so genannte Forfaitierung. Hier tritt die ESCO ihren Anteil an der Einsparung der Energiekosten (auch Contracting-Rate genannt) an eine Drittpartei, meistens eine Bank oder einen Finanzinvestor, ab. Als Gegenleistung liefert die Bank bzw. der Investor das vergünstigte Kapital für die Umsetzung der Maßnahmen.
Wegen der hohen Bonität oft vorhandenem Geldmangel hat das Energiespar-Contracting oft auch für Kommunen bzw. Gemeinden oder kommunale Körperschaften Sinn. In der Schweiz kommt dazu, dass viele Gemeinden aber auch Kantone und die Bundesverwaltung mit einer Schuldenbremse arbeiten müssen. In Deutschland ist das Haushaltsrecht in den einzelnen Bundesländern geregelt und bestimmt darüber auch über die Genehmigungspflicht von Energiespar-Contracting-Vorhaben als kreditähnliches Rechtsgeschäft. Einige Bundesländer haben bereits Ausnahmeregelungen für Contracting geschaffen (Refinanzierungsaspekt).

## Geeignete Maßnahmen
ESC eignet sich besonders bei hohem Energieverbrauch. Auch für kleinere Projekte mit geringinvestiven Maßnahmen (z. B. Pumpenaustausch, Beleuchtung, Anlagenoptimierung) gibt es inzwischen gute Beispiele. In Deutschland wurde ein Mustervertrag für kleine Betriebe und Handwerksunternehmen entwickelt. Auch die Entwicklung der Beteiligung von Bürgerenergiegenossenschaften an Effizienzmaßnahmen wird weiter verfolgt. Verbreitet ist ESC im Privatsektor, etwa bei Industrieunternehmen, Hotels oder großen Büroliegenschaften wie auch im öffentlichen Sektor (Schulhäuser, Verwaltungsliegenschaften, Kasernen, Spitäler etc.).
Prinzipiell sind alle Maßnahmen aus dem Bereich der Gebäudetechnik, in größeren Verträgen auch der Gebäudehülle denkbar. Meistens wird die Regelung der Anlagen ausgetauscht und auf eine zentrale Gebäudeleittechnik aufgeschaltet, um überhaupt eine Überwachung zu ermöglichen. Weiterhin kann zum Beispiel der Heizungskessel mit ausgetauscht oder die Verteilung erneuert werden. Hier gibt es auch Kombinationen mit Energie-Liefercontracting-Modellen. Sowohl bei der traditionellen Umsetzung in Eigenregie wie bei Energiespar-Contracting-Projekten bestimmt eine vorher festzulegende Wirtschaftlichkeitsgrenze die Auswahl der Maßnahmen.
Seit 2016 wurde im Rahmen eines Forschungsprojektes die Umsetzung von integralen Gebäudesanierungen einschließlich der Gebäudehülle in einem weiterentwickelten Energiespar-Contracting-Modell nachgewiesen und anschließend in die Praxis übertragen. Dabei werden auch nicht-energetische Einspareffekte wie z. B. eingesparte Wartungs- und Instandhaltungskosten der ersetzten Altanlagen bei der Wirtschaftlichkeitsberechnung berücksichtigt. Gleichzeitig werden diese Kosten als Teil der eingesparten Kosten definiert.

## Vorteile des Energiespar-Contractings

### Nutzen für Kunden
- Energieeinsparung: Der wichtigste Nutzen aus dem Energiespar-Contracting ist die Einsparung von Energie, Strom und Wasser.
- Reduzierung von CO2: Abhängig von den umgesetzten Maßnahmen ist mit dem Energiespar-Contracting in aller Regel auch eine wesentliche Reduzierung von CO2 verbunden. In einigen Ländern gibt es Förderprogramme, bei welchen die erzielten Einsparungen bescheinigt und vergütet werden. Auch das Erreichen verbindlicher Klimaschutzziele wird durch Contracting-Vorhaben, insbesondere durch die garantierte Energieeinsparung, unterstützt.
- Kosteneinsparung: Abhängig von der Ausgestaltung des Vertrags resultiert nach Umsetzung der Maßnahmen bereits eine Kosteneinsparung auf Kundenseite. Gleichzeitig wird kein eigenes Kapital für die Umsetzung von Energieeffizienzmaßnahmen gebunden und kann für Investitionen in das Kerngeschäft verwendet werden,
- Komplettes Dienstleistungspaket: Der Kunde erhält Zugang zum Know-how der ausgewählten ESCO, das in derselben Tiefe beim Kunden selbst oft nicht existiert.
- Qualitätsgewinn: Veraltete Anlagen(teile) werden ersetzt, ineffiziente Einstellungen optimiert sowie moderne Technologie eingesetzt. Die ESCO hat ein wirtschaftliches Eigeninteresse an möglichst hohen Einsparungen.[26][27]

### Nutzen für Akteure im ESCO-Markt
- Der Markt für Energiedienstleistungen entwickelt sich stetig und wird durch europäische Gesetzgebung unterstützt.[28]
- ESC ist ein Geschäftsmodell, das zusammen mit anderen Energie-Dienstleistungen vermarktet werden kann.
- Digitalisierung entwickelt sich weiter fort und unterstützt den Ansatz vieler Energiedienstleister, bspw. im Rahmen der Fernüberwachung von Anlagentechnik.
- Energiespar-Contracting sorgt für langfristige Kundenbeziehungen und planbare Cashflows.
- Bauherren-/Energieberater entwickeln neue Dienstleistungen für ihre Kunden. Sie können sich so mit einem neuen Geschäftsmodell positionieren und erhalten einen Wettbewerbsvorteil.
- Für Investoren ergeben sich Anlagemöglichkeiten im Geschäftsfeld Energieeffizienz.

## Vorgehen bei der Implementierung
1. Schritt 1: Der Kunde (z. B. Gebäudebesitzer) führt gemeinsam mit einem Energieberater oder auch direkt mit einer ESCO eine Situationsanalyse durch, um das Energieeinspar-Potenzial abzuschätzen. Es werden hier die so genannten Baseline-Daten erhoben.[29]
2. Schritt 2: Im öffentlichen Bereich (nicht zwingend jedoch im privaten Sektor) muss auf der Basis dieser Daten, allenfalls bereits definierter Maßnahmen und standardisierter Verfahrens- und Vertragsunterlagen eine Ausschreibung durchgeführt werden.[30][31] Auf Basis der Vergabekriterien (Höhe der Energieeinsparung, Wirtschaftlichkeit, Erfahrung des Anbieters etc.) wird danach mit einer ESCO der Energiespar-Vertrag abgeschlossen.
3. Schritt 3: Es folgt die bauliche Detailplanung der Maßnahmen sowie deren Umsetzung, bevor die Vertragslaufzeit beginnt.
4. Schritt 4: Während der Vertragslaufzeit wird die eingesparte Energie gemessen und verifiziert. Beispielsweise wird dafür der Zeitraum eines Jahres festgelegt. Dieser Energieverbrauch wird mit dem ursprünglichen Energieverbrauch vor der Umsetzung der Maßnahmen verglichen (Referenzperiode, Baseline). Für die Messung und Verifizierung dieser Einsparungen existieren seit Jahren weit verbreitete Vorgehensweisen wie etwa das International Performance Measurement and Verification Protocol (IPMVP).[32]
5. Schritt 5: Nach Vertragsende gehen alle Einsparungen zu Gunsten des Kunden.[33] Üblicherweise beträgt die Laufzeit eines Energiespar-Vertrags bis 15 Jahre, in Ausnahmefällen auch länger.

## Hemmnisse und Lösungsansätze für die Entwicklung des Energiespar-Contracting-Marktes
Ein möglicher Nachteil des Energiespar-Contractings kann darin bestehen, dass, sofern der Kunde zu kurze Laufzeiten wünscht, bei diesem Verfahren nur die wirtschaftlichsten Maßnahmen ausgesucht werden können, jedoch andere langfristig sinnvolle Maßnahmen nicht umgesetzt oder erschwert werden. Dieses „Rosinenpicken“ kann spätere Generalsanierungen oder langfristige Lösungen erschweren. In der Realität kommt es daher auf eine genaue Erhebung der Ist-Situation, der Vertragsformulierung bzgl. des Vertragsumfangs und der Berücksichtigung späterer geplanter (Eigen-)Maßnahmen an. Auch für die Dokumentation des Ausgangszustandes liegen ausreichend Mustervorlagen vor.
Es existiert eine Vielzahl von Untersuchungen über die Hemmnisse für die Entwicklung des Energiespar-Contracting-Marktes in verschiedenen europäischen Ländern. Als Haupthemmnisse wurden fehlende Informationen und Vertrauen auf der Entscheiderebene, fehlendes Know-how und Kapazitäten von Planern, Energieberatern, Angestellten in kommunalen Gebäudeverwaltungen identifiziert. Eine gute Hilfe bieten hier auch Praxis-Leitfäden, die sowohl helfen, anfängliche Skepsis zu überwinden als auch Wegweiser bei der öffentlichen Ausschreibung sein können.

## Marktanteile und nationale Ausprägungen
Die Europäische Kommission hat das Energiespar-Contracting in den jüngsten Fassungen der European Building Performance Directive (EBPD) immer stärker in den Fokus gerückt; gleichwohl gibt es keine Verpflichtung der Mitgliedsländer zur Entwicklung einer kohärenten Strategie für die Erschließung von Energieeffizienzpotentialen mit ESC. Insbesondere in den letzten zehn Jahren haben sich mehrere multinationale Projekte mit der Harmonisierung der rechtlichen und energiewirtschaftlichen Marktrahmenbedingungen für Einsparcontracting befasst.
Die Entwicklung der ESC-Märkte ist sehr unterschiedlich verlaufen: zu den reifen Märkten mit ausreichenden bis guten Rahmenbedingungen zählen unter anderem Spanien, Großbritannien, Tschechische Republik, Frankreich, Belgien und Deutschland. Die Marktanteile im Energieeffizienzmarkt liegen in diesen Ländern jedoch im geringen einstelligen Bereich; in Deutschland wird der Umsatz für Energiespar-Contracting auf ca. 50 Mio. €/a abgeschätzt. In der Schweiz existieren keine verlässlichen Angaben zum Potenzial. Dieses wird aber auch dort in bestimmten Sektoren als sehr hoch beurteilt.
In den USA ist das Marktvolumen für ESC bei rund 6,4 Mrd. USD, was knapp 5–10 % des gesamten Marktpotentials entspricht. In den öffentlichen Gebäuden der US-Regierung wurde durch einen Präsidentenerlass ein wesentlicher Nachfrageimpuls für ESC im öffentlichen Sektor ausgelöst. Ein wesentlicher Grund für die vergleichsweise langsame Entwicklung des Marktes in Europa ist das Fehlen ähnlicher bindender Zielvorgaben für den öffentlichen Sektor im europäischen Markt.

### Energiespar-Contracting in Deutschland
In Deutschland wird das Energiespar-Contracting schon seit längerer Zeit von verschiedenen Akteuren thematisiert. Die Deutsche Energie-Agentur DENA hat bereits 2008 den „Leitfaden Energiespar-Contracting“ publiziert und diesen seither laufend weiterentwickelt und an aktuelle Regelungen in Deutschland angepasst (bspw. Vergaberecht). Dieser enthält praktische Hinweise zum Vorgehen, insbesondere auch bei der Ausschreibung von Projekten im öffentlichen Sektor. Ebenso hat die DENA Mustervorlagen wie Verträge oder Audit-Sheets erarbeitet.
Neben der DENA sind es vor allem die Energieagenturen einzelner Bundesländer, die aktiv sind und beispielsweise Kommunen bei der Entwicklung von Projekten unterstützen. Zu erwähnen sind etwa Baden-Württemberg, Hessen, Berlin, Bayern oder Sachsen. Weiterhin vertritt der Verband für Wärmelieferung (VfW) auch die Interessen der ESCOs.
Die Bundesregierung hat in ihrem Nationalen Aktionsplan Energieeffizienz (NAPE) festgeschrieben, die Rahmenbedingungen für Energiedienstleistungen – auch für Contracting – zu verbessern. Im Rahmen dessen sind bspw. Förderprogramme für Contractoren geöffnet und neu entwickelt worden sowie ein Bund-Länder Dialog Contracting implementiert worden.

### Energiespar-Contracting in der Schweiz
In der Schweiz hat der Verband swissesco zum Ziel, das Geschäftsmodell des Energiespar-Contractings zu fördern. Dieses Geschäftsmodell setzt bei der Energieeffizienz an und unterstützt damit die Bemühungen der Energiestrategie 2050 des Bundes. swissesco wurde im September 2015 gegründet und zählt Mitglieder aus der Energiebranche, der Energieberatung, der Finanzwirtschaft sowie Kantone, Städte und Gemeinden. Der Verband wird vom Schweizer Bundesamt für Energie (BFE) und verschiedenen Kantonen unterstützt.
swissesco verfolgt die folgenden Ziele:
- Schaffung von Rahmenbedingungen für die Entwicklung des Schweizer ESCO-Markts und von Schweizer Projektentwicklern
- Beitrag zur Standardisierung von Methoden und Prozessen
- Informationen über Energiespar-Contracting und dessen Förderung
- Koordination der Aktivitäten mit anderen Verbänden/Institutionen
- Schaffung und Verwaltung einer Wissensbasis auf dem ESCO-Markt

swissesco hat zusammen mit dem Schweizer Bundesamt für Energie (BFE) einen offiziellen Leitfaden für die Durchführung von Energiespar-Contracting in der Schweiz erarbeitet. Ein solches Dokument fehlte bisher. In anderen Ländern existieren bereits heute ähnliche Grundlagen, welche aber nicht mit dem juristischen Rahmen und den vergaberechtlichen Grundlagen der Schweiz kompatibel sind. Der Schweizer Leitfaden, welcher etwa mit jenem der Deutschen Energieagentur DENA, jenem des Bundeslandes Hessen oder demjenigen der European Energy Service Initiative EESI vergleichbar ist, ist im November 2016 auf Deutsch und Französisch erschienen.
Der frei verfügbare Leitfaden erklärt im Detail, wie Energiespar-Contracting funktioniert und worauf bei der Planung eines entsprechenden Projektes zu achten ist. Das Vorgehen bei öffentlichen Ausschreibungen wird Schritt für Schritt mit Text und Illustrationen erläutert. Auch Musterdokumente wie Analyseraster für Gebäudeanalysen oder ein Mustervertrag werden zur Verfügung gestellt.

### Energiespar-Contracting in Österreich
In einer Studie wurde untersucht, inwieweit KMU durch eine Plattform unterstützt werden können. Dabei wurde festgestellt, dass die Finanzierung auf verschiedene Arten erfolgen kann. Ebenso wurde geschlussfolgert, dass auch größere Betriebe Kunden der Plattform sein könnten. In einem anderen Projekt waren Gemeinden die Zielgruppe. Nach diesen Projekten waren weniger Aktivitäten sichtbar. In Oberösterreich werden die Contracting-Nehmer 2023 gefördert. Neben Energieversorgern gibt es auch Angebote von Spezialanbietern z. B. im Bereich PV, oder Energieumwandler außerhalb von Gebäuden. Der Markt ist jedoch überschaubar. Im FinSESCo-Projekt wird die Generierung von Einsparprojekten auf der Basis von XML aus der Energieausweiserstellung untersucht.

### Energiespar-Contracting in der Forschung
Im ERANet Projekt FinSESCo wird die Idee der Ende-zu-Ende Digitalisierung des Energiesparcontracting untersucht. Dies umfasst die Erstellung von Projekten mit Daten aus der Energieausweiserstellung, Crowdinvesting mit digitalen Verträgen und Verfolgung der Performanz, sowie die Vertragsabwicklung inkl. Monitoring.

## Belege
1. ↑  DIN 8930 B 5, Beuth Verlag, Berlin, DE
2. ↑  Springer Gabler Verlag, Gabler Wirtschaftslexikon, 2014, Berlin (online)
3. ↑  In den Kommunen in Baden-Württemberg ist laut Gemeindeordnung ein Wirtschaftlichkeitsvergleich zwischen Einsparcontracting und der Eigenlösung als Voraussetzung für die Genehmigung von Einsparcontractingprojekten gefordert. Die Aussage referiert zu insgesamt 25 Vergleichsrechnungen, die die Klimaschutz und Energieagentur Baden-Württemberg (KEA) zwischen 2004 und 2016 durchgeführt und den Genehmigungsbehörden vorgelegt hat.
4. ↑  swissesco (2016): Leitfaden Energiespar-Contracting (Schweiz). https://pubdb.bfe.admin.ch/de/publication/download/8084
5. ↑  Deutsche Energie-Agentur dena (2016): dena-Leitfaden Energiespar-Contracting. https://www.dena.de/newsroom/publikationsdetailansicht/pub/leitfaden-energiespar-contracting
6. ↑  Department of Energy & Climate Change, UK (2015): Guide to Energy Performance Contracting Best Practices. https://www.gov.uk/government
7. ↑  Fédération des services énergie environnement (FEDENE) (2013): Contrat de Performance Énergétique. www.fedene.fr
8. ↑  Hessisches Ministerium für Umwelt, Energie, Landwirtschaft und Verbraucherschutz (2012): Leitfaden Energiespar-Contracting in öffentlichen Liegenschaften. https://www.energieland.hessen.de/pdf/Contracting-Leitfaden_2012.pdf
9. ↑  Grazer Energieagentur GmbH (2009) What is Energy Contracting (Memento vom 17. Juli 2013 im Internet Archive)
10. ↑  Polzin, Friedemann/von Flotow, Paschen/Nolden, Colin (2016): Modes of governance for municipal energy efficiency services e The case of LED street lighting in Germany. doi:10.1016/j.jclepro.2016.07.100
11. ↑  Deutsche-Energie-Agentur dena (2016): Broschüre: Energieeffiziente Straßenbeleuchtung, https://www.dena.de/newsroom/publikationsdetailansicht/pub/broschuere-energieeffiziente-strassenbeleuchtung
12. ↑  Grazer Energie-Agentur: EA Downloadbereich. 2009, abgerufen am 31. Januar 2024. Archivierte Kopie (Memento vom 28. September 2017 im Internet Archive)
13. ↑  swissesco (2016): Leitfaden Energiespar-Contracting (Schweiz). https://pubdb.bfe.admin.ch/de/publication/download/8084
14. ↑  Deutsche Energie-Agentur dena (2016): dena-Leitfaden Energiespar-Contracting. https://www.dena.de/newsroom/publikationsdetailansicht/pub/leitfaden-energiespar-contracting
15. ↑  Department of Energy & Climate Change, UK (2015): Guide to Energy Performance Contracting Best Practices. https://www.gov.uk/government
16. ↑  Fédération des services énergie environnement (FEDENE) (2013): Contrat de Performance Énergétique. www.fedene.fr
17. ↑  Hessisches Ministerium für Umwelt, Energie, Landwirtschaft und Verbraucherschutz (2012): Leitfaden Energiespar-Contracting in öffentlichen Liegenschaften. https://www.energieland.hessen.de/pdf/Contracting-Leitfaden_2012.pdf
18. ↑  swissesco (2016): Leitfaden Energiespar-Contracting (Schweiz). https://pubdb.bfe.admin.ch/de/publication/download/8084
19. ↑  Eidgenössisches Finanzdepartment: Die Schuldenbremse. 17. August 2023, abgerufen am 31. Januar 2024. Archivierte Kopie (Memento vom 17. März 2017 im Internet Archive)
20. ↑  Verband Deutscher Bürgschaftsbanken (VDB): Beihilferechner. 2024, abgerufen am 31. Januar 2024. Archivierte Kopie (Memento vom 26. Juni 2017 im Internet Archive)
21. ↑  Deutsche Energie Agentur (dena): Praxishilfe: Bürgerfinanzierung für Energieeffizienz in Nichtwohngebäuden. 2024, abgerufen am 31. Januar 2024. Archivierte Kopie (Memento vom 6. Juni 2017 im Internet Archive)
22. ↑  https://www.grazer-ea.at/cms/arbeitsfelder/contracting-thermoprofit/integriertes-energiecontracting/content.html
23. ↑  Lohse et al. 2015. Enhancing the technical scope of energy performance contracting. ASHRAE Winter Conference 2015, Chicago, IL, USA Technical Paper, ASHRAE 2015, Atlanta, GA, USA.
24. ↑  EDLIG Energiedienstleistungen für die integrale Gebäudesanierung / IEA Annex 61 Technical and Business Concepts for Deep Energy Retrofit (iea-ebc.annex61.org)
25. ↑  Lohse, Riel Implementation of Deep Energy Retrofit in a Dormitory in Mannheim Germany, ASHRAE Winter Conference 2017, Las Vegas, Technical Paper, ASHRAE, Atlanta, GA, USA
26. ↑  Energy Service Companies, energy.gov
27. ↑  swissesco (2016): Leitfaden Energiespar-Contracting (Schweiz). https://pubdb.bfe.admin.ch/de/publication/download/8084
28. ↑  guarantEE: European Energy Service Award 2019. 2019, abgerufen am 31. Januar 2024.Archivierte Kopie (Memento vom 10. Juli 2019 im Internet Archive)
29. ↑  Kompetenzzentrum Contracting der dena: Startseite. 2024, abgerufen am 31. Januar 2024.Archivierte Kopie (Memento vom 28. September 2017 im Internet Archive)
30. ↑  swissesco (2016): Leitfaden Energiespar-Contracting (Schweiz). https://pubdb.bfe.admin.ch/de/publication/download/8084
31. 1 2 3 4  Deutsche Energie-Agentur: Praxishilfen. 2024, abgerufen am 31. Januar 2024.
32. ↑  International Performance Measurement and Verification Protocol (IPMVP), evo-world.org
33. ↑  Hessisches Ministerium für Umwelt, Energie, Landwirtschaft und Verbraucherschutz (2012): Leitfaden Energiespar-Contracting in öffentlichen Liegenschaften. https://www.energieland.hessen.de/pdf/Contracting-Leitfaden_2012.pdf
34. ↑  dena: Expertenservice. 2024, abgerufen am 1. Februar 2024. Archivierte Kopie (Memento vom 30. November 2017 im Internet Archive)
35. ↑  https://www.swissesco.ch/de/markt/download.html
36. ↑  U.a. Contracting Offensive Baden-Württemberg, 2013, Umweltministerium BW, Stuttgart https://um.baden-wuerttemberg.de/de/energie/energieeffizienz/contracting
37. ↑  Grazer Energieagentur (2009): Umfassende Gebäudesanierung durch Energie-Einspar-Contracting. Ein Leitfaden für Gebäudeeigentümer und Contractoren. Archivierte Kopie (Memento vom 28. September 2017 im Internet Archive)
38. ↑  swissesco (2016): Leitfaden Energiespar-Contracting (Schweiz). https://pubdb.bfe.admin.ch/de/publication/download/8084
39. ↑  Hessisches Ministerium für Umwelt, Energie, Landwirtschaft und Verbraucherschutz (2012): Leitfaden Energiespar-Contracting in öffentlichen Liegenschaften. https://www.energieland.hessen.de/pdf/Contracting-Leitfaden_2012.pdf
40. ↑  Fédération des services énergie environnement (FEDENE) (2013): Contrat de Performance Énergétique. www.fedene.fr
41. ↑  Department of Energy & Climate Change, UK (2015): Guide to Energy Performance Contracting Best Practices. https://www.gov.uk/government
42. ↑  https://ec.europa.eu/energy/en/news/commission-proposes-new-rules-consumer-centred-clean-energy-transition
43. ↑  TRANSPARENSE 2015 (Archivierte Kopie (Memento vom 17. Januar 2019 im Internet Archive))
44. ↑  Klinke, Sandra/Reiter, Ulrich (et al.) (2017): Contracting the Gap: Energy Efficiency Investments and Transaction Costs. Bern: Bundesamt für Energie.
45. ↑  Presidential Memorandum “Implementation of Energy Savings” Projects and Performance-Based Contracting for Energy Savings (November 2011)
46. ↑  http://www.kea-bw.de
47. ↑  Hessisches Ministerium für Umwelt, Energie, Landwirtschaft und Verbraucherschutz (2012): Leitfaden Energiespar-Contracting in öffentlichen Liegenschaften. https://www.energieland.hessen.de/pdf/Contracting-Leitfaden_2012.pdf
48. ↑  Energiespar-Contracting, berliner-e-agentur.de
49. ↑  Leitfaden Contracting der Bayerischen Staatlichen Hochbauverwaltung (Memento vom 26. November 2016 im Internet Archive)
50. ↑  Energiespar-Contracting (Memento vom 27. Dezember 2018 im Internet Archive)
51. ↑  Mehr aus Energie machen - Nationaler Aktionsplan für Energieeffizienz, bmwk.de, Dezember 2014
52. ↑  http://www.swissesco.ch
53. ↑  swissesco (2016): Leitfaden Energiespar-Contracting (Schweiz). Archivierte Kopie (Memento vom 29. September 2017 im Internet Archive)
54. ↑  C. Rosmanith et al.: Konzept zur Einführung einer Energiespar-Contracting-Plattform für KMU. In: nachhaltigwirtschaften.at. TPA Energie- und Umwelttechnik GmbH, 1. November 2005, abgerufen am 18. Juli 2023.
55. ↑  GeCon: Systematisches Gemeindecontracting: AEE NÖ-Wien. Abgerufen am 18. Juli 2023.
56. ↑  Land Oberösterreich - Energie Contracting Programm (ECP) des Landes Oberösterreich. Abgerufen am 18. Juli 2023.
57. ↑  Mitglieder-Übersicht. 22. Januar 2021, abgerufen am 18. Juli 2023.
58. ↑  Dr techn Gerfried Cebrat effiziente.st: FinSESCo = Energiecontracting + Crowdinvesting. Abgerufen am 24. August 2024.
59. ↑  FinSESCo Project, auf build-up.ec.europa.eu, abgerufen am 19. September 2023